# Мифы о науке

Согласно легенде, в результате падения яблока Исаак Ньютон изобрёл закон всемирного тяготения

Мифы о науке — широко распространённые, но неверные представления о природе науки. Согласно другому определению мифы о науке — это стереотипные, но ложные заблуждения о науке.
Наиболее выраженная форма взаимодействия мифа и науки в обществе. Научное знание, выраженное в форме мифа, которое трансформируется в простые для восприятия формы, становясь доступным для понимания, приобретает образную и метафоричную структуру, легко запоминается и передаёт информацию. Транслятором и генератором мифов в настоящее время становятся средства массовой информации.
Рональд Л. Намберс и Костас Кампуракис считают, что мифы о науке формируются через т. н. «неявное знание», когда люди помимо фактов о науке в популярной форме получают стереотипные рассказы о совершении научных открытий, которые либо могут быть заведомо ложными либо искажать реальный процесс совершения научных открытий. Они выделяют три типа таких мифов: мифы о предшественниках современной науки, мифы о процессе создания науки и мифы о самих учёных.
Анализ подобных заблуждений встречается в трудах западных популяризаторов науки. Например, Уильям Ф. Маккомас выделяет 10 самых популярных мифов о науке, Рональд Л. Намберс и Костас Кампуракис описывают 27 популярных мифов о науке, а М. Шермер на примере Чарльза Дарвина и Зигмунда Фрейда рассматривает мифы о роли знаменитых учёных в науке.

## Систематика мифов
Мифологизация научного знания может быть условно разделена на три уровня:
- Первый уровень — равноправные способы познания: мифологический и научный, существующие на разных исторических этапах развития классической науки; интуитивный подход к научному знанию, теория или гипотеза. Например, знание о том, что Земля не плоская, долгое время воспринималось обществом как миф. Парадоксы современной науки (волновая функция, кварки, квантовая физика) заставляют учёных обращаться к мифологическим идеям и представлениям древности. А. Ф. Лосев утверждал, что «наука не существует без мифа, наука всегда мифологична», и что мифология является её основой[6].
- Второй уровень — научные знания, доступные для широкого круга читателей, выраженные в доступных формах языка мифа и языка науки, сочетающих в себе глубину знания и доступность для понимания. К этому уровню относится научно-популярная литература, этому языку должны соответствовать научно-популярные статьи в СМИ.
- Третий уровень — псевдонаучный дискурс и околонаучная мифология, соответствующие в обществе уровню массовой культуры, когда автор пытается изложить научные факты, теории или статьи доступными средствами, искажая природу описываемого факта, знания или предмета.

## Мифы о науке по версии Уильяма Ф. Маккомаса
Уильям Ф. Маккомас выделяет 10 самых распространённых мифов о науке:
1. Научные идеи проходят путь обоснования от гипотез через теории к законам
По мнению автора, теории и законы это принципиально разные виды знания. Законы — это обобщение выявленных принципов и закономерностей в природе, а теория — это попытка объяснить выявленные законы. В качестве примера автор приводит гравитацию: открытый Ньютоном закон всемирного тяготения позволяет успешно решать прикладные задачи (например, управление космическими кораблями), однако о природе гравитации среди учёных до сих пор нет единодушного мнения. Данный факт в своё время отметил даже И. Ньютон, который писал, что причина гравитации для него неясна, хотя открытый им закон всемирного тяготения успешно действует во всех случаях.
2. Гипотеза — это обоснованное предположение
По мнению автора, наличие гипотезы никак не свидетельствует о её обоснованности. Хотя при наличии доказательств обобщающие гипотезы могут превратиться в законы, а спекулятивные теории — в общепринятые законы, не существует правила обязательного превращения всех гипотез в законы.
3. Существует общий и универсальный научный метод
Существует мнение (которое впервые выдвинул в 1937 году Карл Пирсон), что все учёные в своих исследованиях выполняют общую последовательность действий:
1. определение проблемы;
2. сбор исходной информации;
3. формирование гипотезы;
4. проведения наблюдения;
5. проверка гипотезы;
6. формулировка выводов.

По мнению автора, одной из причин данного заблуждения является стандартизированный стиль статей в научных журналах, создающий впечатления общности методик. Однако на самом деле в окончательной версии статьи в журнале редко описывается фактический способ решения научной проблемы. По данным философов, у науки нет общепринятых методов исследования, а учёные в процессе работы активно используют воображение, творчество, предварительные знания и настойчивость.
4. Тщательно собранные доказательства обязательно приводят к достоверным знаниям
Основой научного знания является метод индукции, впервые предложенный Фрэнсисом Бэконом в XVIII веке, — сбор, систематизация и проверка эмпирических данных до обнаружения общего закона или закономерности. Однако проблема индукции состоит в том, что невозможно сделать наблюдения всех явлений в мире. При этом нелогично применять найденные в настоящем времени закономерности к прошлому или будущему. Иными словами, только проверка явлений во всем мире во все времена может дать окончательно верный вывод. И хотя увеличение количества эмпирических наблюдений усиливает доказательность теории, однако нет гарантии, что следующее наблюдение не опровергнет накопленные эмпирические данные. В качестве примера автор приводит лебедей: нахождение всё новых и новых случаев белых лебедей будет подтверждать закон, что все лебеди белые, однако нахождение хотя бы одного чёрного лебедя опровергнет этот закон.
Ещё одной проблемой метода индукции является неясность момента, когда накопленная масса доказательств должна переходить в закономерность.
5. Наука и её методы обеспечивают абсолютное доказательство
Существует общепринятое мнение, что наука предоставляет собой абсолютное знание. Однако одной из особенностей науки является пересмотр полученных знаний при получении новой информации. Накопленные эмпирические данные могут подтверждать закон или теорию, однако нет никакой гарантии, что новые данные не опровергнут прежнюю теорию.
6. Наука — это скорее процедура, чем творчество
Хотя в основе научной деятельности лежат общие методы индукции, сбора и интерпретации отдельных фактов для выработки законов и теорий, слепое следование процедурам и методам не способно продуцировать новое научное знание без творческого подхода как личного атрибута отдельных учёных. Чарльз Дарвин, хотя и поддерживал индуктивный метод, отмечал, что наблюдение без предположений или предварительного понимания будет неэффективным с точки зрения генерации новых знаний.
7. Наука и её методы могут ответить на все вопросы
Карл Поппер в 1968 году для определения границ науки выдвинул принцип фальсифицируемости: научными могут считаться только те идеи, которые могут быть потенциально опровергнуты. Например, вывод из закона всемирного тяготения, что более массивные тела оказывают более сильное гравитационное воздействие по сравнению с менее массивными телами, могут быть опровергнут при нахождении противоречащих данному выводу гравитационных тел. Напротив, основная идея креационизма о формировании природы на Земле сверхъестественной сущностью не может быть опровергнута, поэтому лежит вне области науки. Следовательно, наука может дать ответы только на лежащие в области научного знания вопросы, тогда как моральные, этические, эстетические, социальные и метафизические вопросы находятся вне сферы действия науки.
8. Учёные отличаются повышенной объективностью
По мнению автора, хотя учёные и осторожны в анализе доказательств и в выборе процедур для получения выводов, они не отличаются по уровню объективности от других профессионалов. Впрочем, по мнению автора, абсолютная объективность всё равно невозможна по трём причинам.
1. По мнению Карла Поппера, наука продвигается через систему предположений и опровержений: одни учёные предлагают новые законы или теории, а другие учёные путём проверки подтверждают или опровергают их. При этом отсутствие опровержений считается доказательством верности гипотезы или теории. Теоретически данный тезис верен, однако нет никаких доказательств, что учёные проявляют достаточную активность для поиска опровергающих данных.
2. Ходсон в 1986 году выдвинул ещё одну проблему: необъективность учёных из-за теоретически нагруженного наблюдения и психологических предубеждений. Дело в том, что любым учёным как участником человеческого социума подсознательно движет множество предубеждений на основе накопленных знаний об окружающем мире. Поэтому в истории известно множество примеров, когда учёные не включали конкретные наблюдения в окончательный вывод даже не из-за мошенничества или обмана, а из-за противоречий с предыдущими накопленными знаниями и опытом. Опровергающие это знание факты либо не замечаются вовсе, либо считаются несущественными для конечных выводов. Помимо общечеловеческих знаний и предубеждений объективность учёных нарушает индивидуальный творческий вклад и приверженность к личным теориям.
3. Третьей проблемой является выдвинутая Томасом Куном идея приверженности научной парадигме. По мнению Томаса Куна, учёные работают не полностью автономно, а в рамках определённой исследовательской традиции под названием научная парадигма. Данная парадигма определяет круг подлежащих исследованию вопросов, перечень допустимых доказательств, а также тестов и методов. И хотя научная парадигма имеет положительные стороны в виде определения общего направления поиска, она также несёт в себе и отрицательные черты в виде ограничения области исследования и неприятия новых теорий и идей как ненормальных или плохих для науки (например, в виде отказа в публикации новых идей в научных журналах). В качестве примеров автор приводит модель Солнечной системы с центром на Солнце, теплокровность динозавров, микробную теорию болезней и дрейф континентов Альфреда Вегенера. Например, идея перемещения континентов была решительно отвергнута в начале 20 века как кардинально противоречащая господствующим тогда научным представлениям и признана только в 1960-х годах с появлением объяснения механизма движения континентальных плит.

9. Эксперимент — главный путь к научным знаниям
По мнению автора, научные знания могут приобретаться различными способами: наблюдением, анализом, предположением, библиотечными исследованиями и экспериментами. Многие научные результаты получены не экспериментальным путём, а, например, через наблюдения (а в ряде научных дисциплин настоящее экспериментирование недоступно из-за невозможности контролировать переменные). Например, Николай Коперник и Иоганн Кеплер открыли фундаментальные законы в астрономии на основе обширных наблюдений Солнечной системы, а не на экспериментах. Чарльз Дарвин и его последователи Джейн Гудолл и Дайан Фосси также использовали исследовательский, а не экспериментальный метод.
10. Все научные результаты тщательно проверяются для достоверности
По мнению автора, большинство экспертов слишком занято, а средства поиска слишком ограничены для тщательной проверки работ всех учёных. Поэтому имеют место случаи откровенного научного мошенничества ради продления академических полномочий, личной конкуренции и доступа к финансированию. Также требования к учёным — генерировать определённый и всё больший объем оригинальных научных исследований с производством новой информации — увеличивают вероятность не обнаруженных ошибок. Также учёные редко сообщают о достоверных, но противоречащих их выводам научных результатах со ссылкой на ограниченность места в научных журналах для публикации отрицательных результатов.

## Мифы о науке по версии Рональда Л. Намберса и Костаса Кампуракиса
Рональд Л. Намберс и Костас Кампуракис выделяют 27 мифов о науке:
Средневековая и ранняя современная наука.
- Миф 1. Между греческой античностью и научной революцией не было никакой научной деятельности.

Автором этого мифа выступил Карл Саган, который в своей книге «Космос» написал «в истории науки между Фалесом и 1980 годом был провал в тысячу лет между Гипатией и Леонардо да Винчи». Соглашаясь с тем, что в Раннее Средневековье действительно был упадок науки, для классического средневековья в качестве опровержения данного мифа авторы книги приводят два факта:
1. Активную переводную деятельность работ древнегреческих учёных сначала в исламском мире с древнегреческого на арабский, а потом в христианской Европе с арабского на латынь. При этом, по их оценкам, переводная активность на латынь даже превзошла показатели Римской империи.
2. Появление новых институтов науки: обсерваторий и университетов. В XII веке гильдии мастеров искусств получили юридическую автономию от церкви под названием университеты. При этом в Высокое средневековье росло как число университетов (60 к 1500 году), так и число обучающихся в них (по оценкам авторов книги, обучение в университетах проходили сотни тысяч человек). Поэтому, в отличие от периода античности, наука стала не уделом немногих избранных людей, а приобрела черты массового явления. При этом, по их оценкам, 30 % программы университетов было направлено на естественные науки: математику, алгебру, геометрию, оптику, элементарную астрономию, медицину и прочее. Отдельные университеты приобрели репутацию мировых центров по отдельным естественным наукам: Оксфорд по оптике, Оксфорд и Париж — в науке о движении, Болонья, Падуя и Монпелье — в медицине, Краков и Вена — в астрономии.
- Миф 2. До Христофора Колумба географы и другие образованные люди думали, что Земля плоская.

- Миф 3. Коперниковская революция понизила статус Земли.

- Миф 4. Алхимия и астрология были суеверными занятиями, которые не способствовали развитию науки и научного понимания.

Джордж Сартон в своей работе «Бойль и Бейль: скептический химик и историк-скептик» назвал астрологию и алхимию глупыми и иррациональными занятиями. Однако авторы книги категорически с ним не согласны и приводят следующие аргументы.
Классическая досовременная астрология не была связана только с составлением гороскопов, а включала в себя расчёт позиции всех небесных тел в определённый период времени для определения возможных эффектов. При этом воздействие небесных тел на земные события объяснялось не магическими, а натуралистическими причинами. И хотя точный механизм воздействия небесных тел оставался неясен, астрологи ссылались на реальные природные явления: приливы и отливы в зависимости от фаз луны, женский менструальный цикл продолжительностью в лунный месяц, изменение температуры воздуха в зависимости от положения Солнца, а также поворот магнитной иглы на Полярную звезду. Помимо приверженности естественнонаучным объяснениям астрология ставила своей целью получение полезных знаний о погоде, природных и человеческих событиях, а также пыталась оценить влияние небесных тел на здоровье человека. Считалось, что положение небесных тел в момент рождения человека может предопределить особенности его болезней, однако при помощи правильной диеты и образа жизни возможно избежать данных негативных влияний.
Необходимый в астрологии расчёт точного положения всех небесных тел (который известен сейчас как гороскоп) требовал существенных математических и технических навыков, что способствовало разработке новых математических инструментов для упрощения расчётов, например в сферической тригонометрии. В средние века титул математик часто обозначал астролога. Также потребность в точном расчёте положения небесных тел стимулировала инновации, открытия и наблюдения в астрономии. Многие знаменитые астрономы одновременно занимались и астрологией (Клавдий Птолемей написал Тетрабиблос — обзор использования астрономических знаний в астрологии, Тихо Браге занимался астрономическими наблюдениями для улучшения точности астрологических таблиц, Галилео Галилей составлял гороскопы рождений, Роберт Бойль занимался астрологией с целью выяснить влияние небесных тел на природные явления).
В свою очередь алхимия по роду занятий стояла очень близко к химии, а до 1700 года данные термины были взаимозаменяемы. На протяжении всей своей истории алхимия использовала научные методы теории и практики для изучения свойств и превращений материальных субстанций. Даже ключевая идея алхимии в виде трансмутации не противоречит теоретическим представлениям современной химии: разница заключается в том, что современная химия рассматривает металлы как взаимопревращаемые элементы, а алхимия — как соединение нескольких простых элементов с разной пропорцией и разной степенью чистоты (соответственно, меняя пропорции, можно добиться превращения одних металлов в другие). Однако трансмутация и поиск философского камня не были единственными занятиями алхимии: алхимики изготавливали новые лекарства, новые пигменты, красители, косметику, соли, стекло, дистиллированные жидкости и металлические сплавы, а также пытались улучшить природные материалы. Алхимики открыли новые методы обработки и плавки руд, открыли, приготовили и описали новые вещества, разработали методы манипуляции с химическими веществами (дистилляция, сублимация, кристаллизация и т. д.), которые успешно применяет современная химия. Также алхимики внесли заметный вклад в теоретические представления о скрытой природе материи и её составе, в частности в позднее Средневековье стали развивать идею о том, что материальные тела состоят из более мелких, но постоянных частиц, тем самым возродив атомизм в 17 веке и предоставив экспериментальные доказательства в его пользу. Заслуга алхимии состояла в широком использовании экспериментальных методов для выявления состава веществ, а также в выдвижении идеи и возможности изменения окружающего мира с помощью технологий. Накопленный опыт и знания алхимиков стали базисом для современной химии. Многие знаменитые химики прошлого одновременно занимались и алхимическими экспериментами (отец современной химии Роберт Бойль потратил 40 лет на поиск философского камня, а своё химическое образование получил в лаборатории знаменитого алхимика XVII века Джорджа Старки, Исаак Ньютон долгие годы занимался алхимическими экспериментами, Джон Локк изучал бумаги покойного Роберта Бойля в поисках алхимических рецептов).
Стоит отметить, что представители классической астрологии и алхимии считали свои поля исследования полностью натуралистическими. Магический и оккультный аспект в данных дисциплинах возник только в XVIII веке и широко распространился в XIX веке.
- Миф 5. Галилей публично опроверг выводы Аристотеля о движении путём неоднократных экспериментов, проведённых на колокольне в Пизе.

- Миф 6. В результате падения яблока Исаак Ньютон изобрёл закон всемирного тяготения, тем самым убрав Бога из космоса.

Девятнадцатый век.
- Миф 7. Синтез мочевины, осуществлённый Фридрихом Вёлером в 1828 году, разрушил витализм и дал толчок к развитию органической химии.

- Миф 8. Уильям Пейли поднял научные вопросы о биологическом происхождении, на которые в конце концов ответил Чарльз Дарвин.

- Миф 9. Геологи девятнадцатого века были разделены на противоборствующие лагеря катастрофистов и униформистов.

По мнению Уильяма Уэвелла в работе «Принципы геологии» 1832 года и Кларенса Кинга в работе «катастрофизм и эволюция» 1877 года, геологи XIX века были чётко разделены на лагеря сторонников постепенной эволюции Земли и сторонников мгновенных изменений в результате катастроф и катаклизмов. Автор книги проводит параллели данного мифа с делением геологов на плутонистов (сторонников теории Джеймса Хаттона о превалирующем влиянии огня на геологию) и нептунистов (сторонников теории Абраама Вернера о превалирующем влиянии воды на геологию). При этом, по мнению автора книги, большинство представителей данных течений в большей степени интересовалась практическими результатами работы, чем теоретическими спорами.
По мнению автора книги, хотя геологи XIX века и расходились в вопросе скорости изменения геологического облика Земли, они не считали этот вопрос первостепенным, признавали авторитет Чарльза Лаэля как основоположника геологии, поддерживали друг с другом активную связь и хвалили работы друг друга.
- Миф 10. Ламарковская эволюция во многом полагалась на использование и неиспользование, и что Чарльз Дарвин отвергал ламаркианские механизмы.

- Миф 11. Дарвин тайно работал над своей теорией в течение двадцати лет, но его страхи заставили его отложить публикацию.

- Миф 12. Объяснения эволюции у Уоллеса и Дарвина практически одинаковы.

- Миф 13. Дарвиновский естественный отбор был «единственной игрой в городе».

- Миф 14. После Дарвина (1871 г.) половой отбор в значительной степени игнорировался, пока Роберт Триверс (1972 г.) не воскресил теорию.

- Миф 15. Луи Пастер опровергал самозарождение на основе научной объективности.

- Миф 16. Грегор Мендель был одиноким пионером генетики, который опережал своё время.

- Миф 17. Социальный дарвинизм оказал глубокое влияние на общественное мышление и политику, особенно в Соединённых Штатах Америки.

Двадцатый век.
- Миф 18. Эксперимент Майкельсона-Морли проложил путь к специальной теории относительности.

- Миф 19. Эксперимент Милликена с каплей масла был прост и понятен.

- Миф 20. Неодарвинизм определяет эволюцию как случайную мутацию плюс естественный отбор[прояснить].

- Миф 21. Меланизм пернатых бабочек не является подлинным примером эволюции путём естественного отбора.

- Миф 22. Открытие Лайнусом Полингом молекулярных основ серповидно-клеточной анемии произвело революцию в медицинской практике.

- Миф 23. Запуск спутника в Советском Союзе вызвал перестройку американского научного образования.

Автор этого мифа Барак Обама заявил в 2011 году, что, как запуск спутника СССР разбудил США от спячки после победы во Второй мировой войне, так и сейчас конкуренция со стороны Китая и Индии должна разбудить США от спячки в результате победы в холодной войне.
Однако авторы книги не согласны с данным тезисом и считают, что перестройка американского научного образования началась в результате конкуренции со стороны русских ещё до запуска спутника в результате Корейской войны, а особенно активно в результате испытания первой водородной бомбы СССР.
Общие мифы.
- Миф 24. Религия обычно препятствует прогрессу науки.

Суть данного мифа состоит в том, что религия и наука представляются в виде двух противоборствующих антагонистических сущностей, при этом наука в ходе длительной и упорной борьбы постепенно вытесняет религию из сферы объяснения окружающего мира. Например, Джерри А. Койн в работе «Наука и религия не друзья» пишет, что наука и вера принципиально несовместимы как несовместимо рациональное и иррациональное начало. Сэм Харрис в работе «Наука должна разрушить религию» писал, что успех науки всегда происходит за счёт вытеснения религии и наоборот. По мнению сторонников данного мифа, конфликт между религией и наукой лежит в принципиально разных попытках объяснения одних и тех же явлений: религия основана на авторитете древних священных текстов, слепой вере и иррациональным предрассудкам, а наука — на разуме и здравом смысле.
Данный миф имеет множество исторических предпосылок: осуждение церковью учений Галилео Галилея и Чарльза Дарвина, враждебность отца латинского христианства Тертуллиана греческой философии, убийство христианской толпой математика и философа Гипатии, средневековая вера в Плоскую Землю, запрет на вскрытие трупов, осуждение учений Николая Коперника и Джордано Бруно, а также неприятие таких достижений медицины, как прививок и анестезии. Однако сами истоки мифа прослеживаются в протестантской пропаганде против власти Папы Римского об отрицательном влиянии католичества на развитие науки. Данный миф в свою очередь был продолжен в работах XIX века: «История конфликта между религией и наукой» (1874 г.), «История войны» и «Наука с теологией в христианском мире» (1896 г.). В свою очередь данный миф поддержали великие французские философы Вольтер и Даламбер. Данные представления обобщил Николя де Кондорсе (1743—1794), который объявил в «Очерке исторической картины прогресса человечества», что победа христианства привела к полной катастрофе философии и науки. Огюст Конт (1798—1857) выдвинул концепцию о 3 периодах человеческой истории: теологической, метафизической и положительной (научной). Идею о религии как отсталой фазе человеческого развития поддержал и историк Генри Томас Бокль (1821—1862), который считал, что прогресс цивилизации ускоряется научным скептицизмом и замедляется свойственным религии легковерным консерватизмом. Фридрих Ланге в своей знаменитой работе «Истории материализма» (1866 г.) написал, что каждая философская система неизбежна вступает в борьбу с теологией своего времени. В современную эпоху данный миф подпитывает поддерживаемая религией идея креационизма.
В противовес данному мифу авторы книги отмечают, что, например, Галилео Галилей и Чарльз Дарвин имели как сторонников, так и противников как среди верующих людей, так и среди научного сообщества. Католическая церковь финансировала астрономические исследования, а средневековые университеты были созданы при активной поддержке церкви. Ключевые учёные XVII века Иоганн Кеплер (1571—1630), Роберт Бойль (1627—1691), Исаак Ньютон (1643—1727) и Джон Рей (1627—1705) были мотивированны религиозными соображениями, в чём открыто признавались. Свойственная современной физике идея фундаментальных законов природы была изначально теологической концепцией. Экспериментальный метод в значительной степени обязан своим возникновением теологической концепции о несовершенстве человеческой природы, что может привести к ошибкам когнитивных и сенсорных органов чувств. Также протестантизм способствовал десакрализации природы, высвободив место для научного познания. В Англии в XVII—XIX веках существовало крепкое партнёрство между естественным богословием и естественными науками, которые были социально легитимированы религией как средство искупление и форма «священнической деятельности». В целом авторы книги отмечают, что до XIX века религиозные и научные проблемы в значительной степени пересекались, поэтому между ними трудно провести демаркационную черту.
- Миф 25. Наука является по большей части результатом изолированной деятельности отдельных гениев.

Согласно данному мифу все научные открытия совершаются отдельными великими учёными, работающими в полном уединении и одиночестве. Автор книги выделяет 3 причины появления данного мифа:
1. Научные премии всегда выдаются не коллективам, а отдельным учёным.
2. Научные открытие персонализированы и носят имена конкретных учёных.
3. Учебники по истории науки склонны приписывать открытия конкретным людям, задвигая на задний план вклад других учёных.
Авторы книги не согласны с данным мифом и выдвигают следующие контраргументы:
1. Учёным для совершения открытий нужен массив накопленных эмпирических данных и наблюдений, которые они не собирают в одиночку.
2. Многие научные открытия являются результатом работы многих учёных, а не отдельных выдающихся гениев.
3. Учёным для совершения открытий нужна обратная связь в виде критики, обсуждения и экспертных оценок со стороны научного сообщества.
- Миф 26. Существует единый научный метод, который отделяет науку от других областей знаний.

Согласно данному мифу всем отраслям науки присущ единый научный метод, который служит демаркационной чертой между научным и ненаучным знанием. Авторы книги не согласны с данным мифом и считают, что в силу разнообразия отраслям науки и множественности индивидуального подхода учёных единого научного метода не существует: некоторые исследователи опираются исключительно на факты, вторые используют гипотезы и предположения, а третьи подключают к научной работе воображение.
- Миф 27. Чёткая демаркационная линия отделяет науку от лженауки.

Впервые попытку отделить науку от лженауки выдвинул ещё Гиппократ в работе «О священной болезни», однако демаркационная проблема получила широкую известность в результате работ Карла Поппера, который считал критерием научного знания его принципиальную фальсифицируемость. Однако в данном вопросе существует две ключевые проблемы.
1. Расширенное толкование теории Карла Поппера включало в себя отрицание самой возможности достижения незыблемой и окончательной истины: можно доказать верность той или иной теории только на конкретный текущий момент времени. В истории уже были примеры, когда общепринятые теории (теория эфира, креационизм) впоследствии были опровергнуты, что теоретически может случиться в будущем и с современными общепринятыми теориями.
2. При этом лженаучные теории тоже могут претендовать на свою верность до появления опровергающих наблюдений.